# Le Secret du bayou
Le Secret du bayou (Eve's Bayou) est un film américain indépendant réalisé par Kasi Lemmons et sorti en 1997. Il a été nommé à plusieurs reprises lors de la 2e cérémonie des Satellite Awards, et a été sélectionné pour faire partie de la National Film Registry.

## Synopsis
Eve Batiste, une fillette de 10 ans, vit dans une communauté créole-américaine prospère en Louisiane avec son jeune frère Poe et sa sœur aînée Cisely dans les années 1960. Leurs parents sont Roz et Louis, un médecin très respecté de la communauté noire de la Louisiane, qui prétend descendre de l'aristocrate français qui a fondé la ville. Une nuit, Eve surprend son père en train de tromper sa mère. Sa sœur Cisely convainc Eve qu'elle doit garder le secret.

## Fiche technique
- Titre original : Eve's Bayou
- Réalisation : Kasi Lemmons
- Scénario : Kasi Lemmons
- Production : ChubbCo Film Addis-Wechsler
- Producteurs : Caldecot Chubb (en), Samuel L. Jackson, Mark Amin (en), Nick Wechsler
- Photographie : Amy Vincent
- Montage : Terilyn A. Shropshire (en)
- Musique : Terence Blanchard
- Durée : 109 minutes
- Dates de sortie : 7 novembre 1997

## Distribution
- Jurnee Smollett : Eve Batiste
  - Tamara Tunie : Eve adulte (voix)
- Debbi Morgan : Mozelle Batiste Delacroix
- Samuel L. Jackson (VF : Thierry Desroses) : Louis Batiste
- Lynn Whitfield : Roz Batiste
- Diahann Carroll : Elzora
- Lisa Nicole Carson : Matty Mereaux
- Meagan Good : Cisely Batiste
- Roger Guenveur Smith : Lenny Mereaux
- Vondie Curtis-Hall : Julian Grayraven
- Branford Marsalis : Harry
- Carol Sutton : Madame Renard
- Ethel Ayler : Gran Mere
- Jake Smollett (en) : Poe Batiste
- Victoria Rowell : Stevie Hobbs

## Distinctions
- Prix de la meilleure actrice dans un second rôle : Debbi Morgan lors de la 10e cérémonie des Chicago Film Critics Association Awards
- Critics' Choice Movie Award du meilleur espoir : Jurnee Smollett pour le rôle d'Eve Batiste
- Nommé pour le Satellite Award de la meilleure photographie
- Nommé pour le Satellite Award du meilleur acteur dans un second rôle : Samuel L. Jackson
- Nommée pour le Satellite Award de la meilleure actrice dans un second rôle : Deborah Ann Morgan